# 영주 안양원 독성탱화 및 신중탱화
영주 안양원 독성탱화 및 신중탱화(榮州 安養院 獨聖幀畵 및 神衆幀畵)는 대한민국 경상북도 영주시 하망동, 안양원에 있는 조선시대의 불화이다. 2015년 12월 28일 경상북도의 문화재자료 제636호로 지정되었다.

## 개요
안양원 소장 독성탱화는 嘉慶 17년(1812)에 조성된 불화로서, 도상의 착의, 經床의 배치 등에서 조선 19세기 고승진영과 유사한 표현을 엿볼 수 있으며 배경의 기암과 노송을 배경으로 경상에 기대어 먼 곳을 응시하는 독성의 자태, 화면의 색채구사와 표현이 안정감있게 구사되어 작품성이 돋보인다. 게다가 조성시기가 명확한 독성도라는 점에서 가치가 있다.
안양원 소장 신중탱화는 光武 10년(1906)에 제작된 불화로서, 화면상태가 양호하며 채색불화와는 다른 線描불화이나 부분적으로 황색과 백선을 사용하여 처리하였을 뿐이다. 도상구성도 전통적인 신중도와는 차이를 보이고 있으며 煥月堂 尙休가 단독으로 조성한 불화이다. 근대기 불화로는 가치있는 사례이다.
따라서 안양원 소장 독성탱화와 신중탱화는 文化財資料로 일괄 지정한다.

## 같이 보기
- 영주 안양원

## 참고 자료
- 영주 안양원 독성탱화 및 신중탱화 - 국가유산청 국가유산포털